# Ніколаєв Микола Федорович (природознавець)
Мико́ла Фе́дорович Нікола́єв (1882, м. Слов'янськ, нині Донецька область — 1945?) — російський радянський ботанік, міколог, фітопатолог, який працював в Україні, кандидат природничих наук.

## Життєпис
Народився в 1882 році в м. Слов'янську (нині Донецька область, Україна, тоді Харківська губернія, Російська імперія) у сім'ї провізора за освітою і успішного підприємця за цим родом занять. Батько його за благодійність отримав особисте дворянство. Був керівником курорту «Мінеральні Води» під Слов'янськом.
Микола Федорович закінчив Харківський університет (1910). Як міколог за фахом працював у мікологічній лабораторії Артура Ячевського у Петрограді й у Харкові у Олександра Потебні.
Був знайомим Володимира Вернадського і належав до українських вчених, із якими той листувався.
Працював помічником завідувача та завідувачем Природничо-історичного музею Полтавського губернського земства (травень 1910 — листопад 1915 р.).
Восени 1915 року виклопотав у Полтавській губернській земській управі для свого брата Валентина, що витримав держіспити й закінчив університет, посаду помічника завідувача музею.
Від грудня 1915 року знаходився у діючій армії у летючому перев'язочному загоні Земської Спілки.
Був членом заснованого В. І. Вернадським Полтавського товариства любителів природи (1918).
Працював викладачем Полтавського інституту народної освіти.